# دورگه‌زایی در پرستودریایی‌ها
دورگه‌زایی در پرستودریایی‌ها به اندازه کاکایی‌ها پرتکرار نیست. با این حال، برخی از جفت‌های آمیخته ذکر شده‌است.

## پرستوتالابی‌ها
دورگه‌زایی بین پرستودریایی بال‌سفید و پرستودریایی سیاه از سوئد و هلند ثبت شده‌است. دو پرنده جوان در دریاچه Chew Valley، انگلستان، در سپتامبر ۱۹۷۸ و سپتامبر ۱۹۸۱، نیز اعتقاد بر این بود که دورگه باشند. آنها ویژگی‌های آمیخته این دو گونه را نشان دادند، به ویژه ترکیبی از یک پشت تیره (ویژگی سیاه بال‌سفید) با لکه‌های تیره در کنار سینه (ویژگی پرستودریایی سیاه که در سیاه بال‌سفید نشان داده نمی‌شود).